# Восточный Каменг
Восточный Каменг (англ. East Kameng) — округ на западе индийского штата Аруначал-Прадеш. Административный центр — город Сеппа.

## История
Был образован в 1980 году.

## География
Площадь округа — 4134 км².

## Демография
По данным всеиндийской переписи 2001 года население округа составляло 57 179 человек. Уровень грамотности взрослого населения составлял 40,6 %, что значительно ниже среднеиндийского уровня (59,5 %). Доля городского населения составляла 26,2 %.

## Достопримечательности
- Слоновий заповедник